# Valle Aurelia
Valle Aurelia – stacja na linii A metra rzymskiego. Stacja została otwarta w 1999. Poprzednim przystankiem jest Baldo degli Ubaldi, a następnym Cipro.